# Escudo de La Coruña

Escudo de La Coruña.

Escudo de la provincia de La Coruña.

En el escudo de La Coruña en un campo de azur, aparece representada, de plata, la Torre de Hércules. Bajo la misma, dos tibias cruzadas también de plata y una calavera del mismo metal coronada de oro. La Torre de Hércules está acompañada por siete conchas de peregrino de oro, tres a cada lado y una en el centro de la punta.
El timbre, corona real, forrada de gules, o rojo, cerrada, que es un círculo de oro, engastado de piedras preciosas, compuesto de ocho florones de hojas de acanto, visibles cinco, interpoladas de perlas y de cada una de sus hojas salen cinco diademas sumadas de perlas que convergen en un orbe azur, con el semimeridiano y el ecuador de oro, sumado de cruz de oro.
La calavera y las tibias que aparecen en el escudo aluden al relato mítico de la fundación de la ciudad. Según esa leyenda, en el lugar en que actualmente está situada la ciudad de La Coruña, Hércules venció y cortó la cabeza a su enemigo, el rey Gerión, de Tartessos. Hércules decidió enterrar la cabeza y levantó en ese lugar la primitiva torre como reconocimiento a su rival.
La Torre de Hércules es el elemento central del escudo de la ciudad de La Coruña desde 1521.

## Escudo provincial
Existe una versión del escudo de La Coruña, usado como escudo provincial en la que se introdujeron pequeñas modificaciones. 
Posee la siguiente descripción heráldica: En campo de azur, la Torre de Hércules en su color sobre una peña rodeada de ondas de mar de plata y azur, brochante sobre la peña, la cabeza caída del legendario rey Gerión, de carnación, coronada de oro, con la boca y cuello ensangrentados, todo ello acompañado de seis veneras de oro. Timbre: Corona real cerrada.